# Целастрол
Целастрол (триптерин) — хімічна сполука, виділена з коренів рослин Tripterygium wilfordii і Tripterygium regelii. Целастрол є пентациклічним нортритерпеновим хіноном і належить до родинихінонметидів . У мишей целастрол є агоністом NR4A1, який полегшує запалення та індукує аутофагію. крім того, целастрол посилює експресію IL1R1 — рецептору цитокіну інтерлейкіну-1 (IL-1). Миші з нокаутом IL1R1, які зазнали впливу целастролу, не виявляють ефекту сенсибілізації до лептину або проти ожиріння.
У експериментах in vitro та in vivo на тваринах целастрол виявляє антибактеріальну, антиоксидантну, протизапальну, протиракову, та інсектицидну дію. Було показано, що він контролює ожиріння у мишей шляхом інгібування негативних регуляторів лептину . Целастрол також продемонстрував протидіабетичний ефект